# Bruno Barra
Bruno Sérgio Jaime, mais conhecido como Bruno Barra (Barra do Piraí, 11 de novembro de 1986) é um futebolista brasileiro que atua como volante. Atualmente defende o Volta Redonda
Ídolo do Volta Redonda com mais de 400 partidas e quatro títulos conquistados, Bruno Barra tornou-se o recordista de jogos pelo clube em 2023 ao ultrapassar o ex-atacante Valtinho, que detinha o recorde com 343 disputadas.

## Carreira

### Volta Redonda
Bruno Barra nasceu em Barra do Piraí, município do Rio de Janeiro e chegou às categorias de base do Volta Redonda aos 17 anos, tendo subido para os profissionais em 2006 mas só estreou por volta de 2008. Entre indas e vindas goram seis passagens pelo Volta Redonda, sendo emprestado e transferindo para alguns outros times durante sua carreira: Paraíba do Sul, Barra Mansa e Macaé, todos do Rio de Janeiro, até que em 2013 retornou ao Volta Redonda e permaneceu até meados de 2015, quando foi emprestado ao Tombense.

### Tombense, Atlético Goianiense e Oeste
Em 8 de maio de 2015, foi anunciado juntamente com outros dez atletas como um dos novos reforços do clube mineiro Tombense para a disputa do Campeonato Brasileiro - Série C.
Em maio de 2016 transferiu-se para o Atlético Goianiense, onde foi campeão da Serie B após vitória por 5 a 3 sobre o Tupi na 36ª rodada do campeonato, partida que foi titular. No ano de 2017, atuou pelo Oeste.

### Volta ao Volta Redonda
Ainda em 2017, retornou ao preto e amarelo para sua quinta passagem e renovou seu contrato em 23 de novembro por mais uma temporada. Sagrou-se bicampeão da Copa Rio e também venceu a Série A2 do Campeonato Carioca em 2022.
Em setembro de 2021, chegou a 300 jogos após o empate com o Floresta na por 1–1 em jogo válido pela 17ª da Série C, tendo recebido um quadro como homenagem a marca atingida. Chegou a sair do clube no fim de 2021, mas em 1 de março de 2022 foi anunciado seu retorno com contrato até o fim da temporada.
No dia 18 de novembro de 2022, renovou seu contrato por mais dois anos com o Voltaço. Em 15 de fevereiro de 2023, Barra foi homenageado antes de uma partida contra o Flamengo pelo Carioca por ter tornado-se recordista em partidas pelo Volta Redonda com 344, superando o atacante Valtinho.
Ao participar do Carioca de 2024, Barra bateu o recorde de participações no certame no século XXI com 16. Em agosto de 2024, antes da 16ª rodada da Série C contra o Tombense, foi homenageado pela torcida com um bandeirão pela recorde de partidas.
Com 390 partidas disputadas até 
então pelo Tricolor do Vale do Aço e tendo participação na conquista da Série C além da promoção à Série B, em 31 de outubro de 2024 foi anunciada a renovação de seu contrato até dezembro de 2026, chegando a sua nona temporada seguida pelo clube.

## Títulos

### Volta Redonda
- Copa Rio: 2007 e 2022
- Taça Rio: 2016
- Campeonato Carioca - Série A2: 2022
- Campeonato Brasileiro - Série C: 2024

### Atlético Goianiense
- Campeonato Brasileiro - Série B: 2016